# Талдыкудукский сельский округ
Талдыкудукский сельский округ — административно-территориальное образование в Казталовском районе Западно-Казахстанской области.

## Административное устройство
1. село Талдыкудук
2. село Курман
3. село Таскутур
4. село Хайруш